# ATK (azienda)
ATK è una casa motociclistica che si dedica al fuoristrada, e che si dichiara come l'ultima del genere ancora in attività negli Stati Uniti d'America.
L'azienda, grazie al suo fondatore, ha anche contribuito nel migliorare i sistemi di trasmissione a catena delle motociclette, brevettando l'Anti-Tension Kettenantrieb (ATK), un dispositivo che permette di annullare il gioco della catena.

## I veicoli
La casa produce moto e quad fuoristrada per diverse discipline; attualmente sono in produzione:
- ATK 450 Enduro
- ATK 450 XC
- ATK 450 Super Motard
- ATK 450 Dirt Track
- ATK Intimidator
- ATK 450 MX ATV/ATK 450 VR ATV